# Бобяково
Бобяково — село в Аннинском районе Воронежской области.
Входит в состав Хлебородненского сельского поселения.

## География
Расположено в лесостепной полосе России, близ рек Большой и Малый Курлак.

## Население
| 1859 | 1897 | 2005 | 2010 |
| ---- | ---- | ---- | ---- |
| 417  | ↗778 | ↘136 | ↘85  |

### Улицы
- ул. Дорожная,
- ул. Молодёжная,
- ул. Набережная.